# Sara Pérez Sala
Pour les articles homonymes, voir Pérez et Sala.
Sara Pérez Sala,  née le 12 janvier 1988 à Barcelone (Catalogne), est un triathlète espagnole, championne d'Espagne de triathlon en 2017.

## Palmarès
Le tableau présente les résultats les plus significatifs (podium) obtenus sur le circuit national et international de triathlon et d'aquathlon depuis 2016,,.
| Année | Compétition                               | Pays      | Position           | Temps           |
| ----- | ----------------------------------------- | --------- | ------------------ | --------------- |
| 2022  | Championnat du monde Challenge            | Slovaquie | Médaille d'or      | 4 h 8 min 19 s  |
| 2022  | Challenge Gran Canaria                    | Espagne   | Médaille d'or      | 4 h 10 min 38 s |
| 2021  | Championnat du monde Challenge            | Slovaquie | Médaille d'argent  | 4 h 12 min 14 s |
| 2021  | Championnats du monde d'aquathlon         | Espagne   | Médaille d'argent  | 32 min 1 s      |
| 2018  | Coupe d'Afrique - l'étape sprint de Rabat | Maroc     | Médaille d'argent  | 1 h 5 min 45 s  |
| 2017  | Championnat d'Espagne                     | Espagne   | Médaille d'or      | 2 h 4 min 26 s  |
| 2017  | Coupe d'Afrique - l'étape sprint de Rabat | Maroc     | Médaille d'or      | 1 h 3 min 31 s  |
| 2016  | Championnat d'Espagne                     | Espagne   | Médaille de bronze | 2 h 2 min 27 s  |

## Palmarès en natation[4]

### Jeux olympiques
- 7e du relais 4 × 100 m quatre nages aux Jeux olympiques d'Athènes en 2004 avec l'équipe d'Espagne[5]